# 滁州市滁宁城际铁路开发建设有限公司
滁州市滁宁城际铁路开发建设有限公司是滁州市的国有企业，负责轨道交通项目的投资、建设、运营和管理等。该公司是滁宁城际铁路一期的ppp项目公司，皖通城际铁路有限公司的股东。该公司负责滁宁城际铁路一期二期的建设运营工作。